# Anna Sławińska
Anna Sławińska – polska doktor habilitowany nauk biologicznych.

## Kariera naukowa
W 2004 roku uzyskała tytuły magistra i inżyniera nadane przez Politechnikę Bydgoską im. Jana i Jędrzeja Śniadeckich. 
3 lipca 2009 roku ukończyła studia doktoranckie na kierunku nauki rolniczych na Wydziale Hodowli i Biologii Zwierząt Politechniki Bydgoskiej im. Jana i Jędrzeja Śniadeckich na podstawie pracy pt. Badania nad genetycznymi podstawami odpowiedzi immunologicznej u kurczaków.
W latach 2008–2021 pracowała w Politechnice Bydgoskiej im. Jana i Jędrzeja Śniadeckich. Od 2021 roku zatrudniona jest w Uniwersytecie Mikołaja Kopernika w Toruniu.
20 września 2017 roku uzyskała stopień doktora habilitowanego nauk biologicznych w dyscyplinie biotechnologii na Wydziale Biologii i Biotechnologii Uniwersytetu Marii Curie-Skłodowskiej w Lublinie na podstawie rozprawy pt. Biotechnologia in ovo - wpływ prebiotyków i synbiotyków podanych w okresie embrionalnym na modulację ekspresji genów u kurcząt.

## Publikacje
- 2006: Badania nad genetycznymi podstawami odporności u kur.
- 2007: Mapowanie QTL związanych z cechami odporności u drobiu - analiza fenotypowa pokolenia F1 i F2 populacji referencyjnej Zk x Wl.
- 2008: Analysis of DNA polymorphism [RAPD-PCR] and reciprocal effects of geese crossbreeds.
- 2008: Genetic parameters for specific and innate immune responses in polish rural chicken line and their cross with commercial layer hens.
- 2009: Validation of the QTL on SSC4 for meat and carcass quality traits in a commercial crossbred pig population.
- 2009: The breed of the month: Green- legged Partidgelike. An old native polish hen.
- 2009: The breed of the month: Green-legged Partridgelike. An old, native, Polish hen.
- 2009: Quantitative trait loci associated with innate immune response in a reference cross of White Leghorn and Green-legged Partridge.
- 2009: Kura (Gallus gallus) - organizmem modelowym wśród zwierząt gospodarskich w badaniach z zakresu genomiki.
- 2010: Identification of the rate of chimerism of different tissues with microsatellite markers in chicken chimeras.
- 2010: Technika in ovo – narzedziem w nowoczesnej profilaktyce drobiu.
- 2012: Detection of two QTL on chicken chromosome 14 for keyhole lymphet heamocyanin.
- 2014: Influence of synbiotics delivered in ovo on immune organs development and structure.

Opracowano na podstawie źródła:.